# MAC Mode
Die MAC Mode GmbH & Co. KGaA ist ein deutscher Bekleidungshersteller mit Sitz in Wald/Roßbach, nahe Regensburg, der 1973 gegründet wurde. Das Unternehmen produziert Jeans und Hosen.

## Geschichte
Das Unternehmen wurde 1973 in Roßbach in der Oberpfalz gegründet. In den ersten 9 Monaten nach der Firmengründung wurden 89.000 Hosen abgesetzt. Nach eigenen Angaben verkauft das Modeunternehmen MAC jährlich mehr als 6 Millionen Damen- und Herrenhosen.

## Produkte
MAC produziert Damen- und Herrenhosen für den Facheinzelhandel, darunter Jeans sowie Hosen aus Flachgewebe. Der Anteil der Damenhosen beträgt ca. 68 %, der Anteil der Herrenhosen ca. 32 %. Das Familienunternehmen produziert zudem auch wenige Jeansjacken. Das Unternehmen kommt jährlich mit 6 Kollektionen (jeweils Herren- und Damenoberbekleidung) in den Handel. Pro Jahr werden über 7.500.000 m Stoff und mehr als 4.000 verschiedene weiter Komponenten verarbeitet. Die Stoffe werden von europäischen Herstellern bezogen.

## Standorte
Die Unternehmenszentrale liegt in Wald/Roßbach, nahe Regensburg. Dort sitzt auch das einzige Tochterunternehmen CAM GmbH & Co. KG.